# Stanisław Mieczysław Wyrobek
Stanisław Mieczysław Wyrobek (ur. 22 lutego 1903 w Krakowie, zm. 24 września 1979 w Anglii) – polski górnik i geofizyk, specjalista złóż ropy naftowej i gazu ziemnego.

## Życiorys
W 1920 ukończył szkołę średnią (I Szkoła Realna) w Krakowie, następnie w 1921 abituriencki kurs Wyższej Szkoły Handlowej w Krakowie. W latach 1921–29 studiował na Akademii Górniczej w Krakowie, na której uzyskał dyplom inżyniera górnika. W 1930 ukończył Szkołę Podchorążych Saperów w Modlinie. Z kolei w latach 1933-1936 studiował na Uniwersytecie w Strassburgu, gdzie uzyskał dyplom inżyniera geofizyka. W latach 1941–45 jako student zaoczny przygotował pracę naukową na Uniwersytecie w St. Andrews, w Szkocji, za którą uzyskał stopień doktora (Ph.D.).
Pracę zawodową rozpoczął już jako student w 1925 na stanowisku kierownika kamieniołomu wapieni TePeGe koło Trzebini. Pracował na tym stanowisku do 1928. W latach 1930–32 pracował jako inżynier mierniczy na Śląsku. Przez dwa sezony (1932-33) uczestniczył w pracach Państwowego Instytutu Geologicznego przy badaniach geofizycznych na Wschodnim Podkarpaciu i na Pomorzu. Od 1934 był kierownikiem grup sejsmicznych firmy Pionier S.A. Lwów na terenie Wschodniego i Zachodniego Podkarpacia oraz Karpat Wschodnich. W 1938 założył ze wspólnikami własną firmę geofizyczną Geofizyka Sp. z o.o., Przemyśl z siedzibą we Lwowie. Aż do wybuchu wojny prowadził badania sejsmiczne na terenie całego Podkarpacia, Karpat i Pomorza.
We wrześniu 1939 powołany został do wojska jako podporucznik rezerwy saperów, przedostał się z Baonem na Węgry, gdzie do maja 1940 był internowany w obozie Hidasnemeti. Następnie przez Jugosławię i Francję przedostał się do Wielkiej Brytanii, w której znalazł się w lipcu 1940. Tam został odkomenderowany do Komisji Fortyfikacji Saperskich przy I Brygadzie Wojska Polskiego w Szkocji. W latach 1943–44 wykładał z ramienia Instytutu Wojskowego geofizykę stosowaną dla polskich studentów na Uniwersytecie w Birmingham.
Od 1945 był zatrudniony przez British Petroleum jako kierownik jedynej wówczas grupy sejsmicznej. Badania prowadził na całym terytorium Wielkiej Brytanii. W 1950 objął stanowisko głównego interpretatora sejsmicznego w BP Research Centre, Kirklington Hall, koło Nottingham. Jednocześnie był naczelnym inspektorem prac geofizycznych w Wielkiej Brytanii. W 1954 przeszedł do Centrali BP w Londynie, gdzie zorganizował centralne biuro interpretacji prac sejsmicznych na zamorskich terenach British Petroleum. Kontrolował również badania sejsmiczne na tych terenach. W ramach tych prac często przebywał poza Wielką Brytanią, m.in. na Sycylii (1952-53), w 1955 – na Nowej Gwinei (Papui) – pół roku, we Wschodniej Afryce (Tanganika, wyspa Mafia, Zanzibar, Kenia) – pół roku w latach 1956 i 1957, dwa lata 1959-60 na terenach BP i Compagnie française des pétroles (CFP) – w Senegalu, Gambii i w Gwinei Portugalskiej (obecnie Gwinea Bissau). W 1961 objął stanowisko szefa interpretacji prac morskich BP na terenie Morza Północnego. Pod jego kierownictwem wyznaczone zostały wszystkie struktury tektoniczne na terenach morskich BP, m.in. położenie szybu, który w 1965 nawiercił pierwsze przemysłowe złoże gazu ziemnego na Morzu Północnym (West Sole). Jego zespół wytyczył również szyb, który w 1967 nawiercił tam pierwsze przemysłowe złoże ropy naftowej (Forties). W czasie pracy w British Petroleum wyszkolił kilkudziesięciu specjalistów. W 1967 przeszedł na emeryturę. Od 1968 pracował jako prywatny doradca przy poszukiwaniach złóż ropy naftowej i gazu ziemnego na Morzu Północnym.
Opublikował szereg prac naukowych i technicznych w języku angielskim (m.in. w Geophysics, Geophysical Prospecting i Journal of the Institute of Petroleum) i polskim (m.in. Biuletyn STP, Technika & Nauka, Nafta i Przegląd Geologiczny). Podczas wojny był przewodniczącym Sekcji Górniczo-Hutniczej i Naftowej Stowarzyszenia Techników Polskich w Wielkiej Brytanii (oddział wojskowy w Szkocji). W 1943 zorganizował Kongres Górniczo-Hutniczy i Naftowy w Birmingham. Od 1956 do 1979 był przewodniczącym tej Sekcji w Londynie. W 1963 był wiceprezesem Zarządu STP, a w latach 1963-1970 – jego prezesem. Od 1962 był naczelnym redaktorem pisma STP – Technika i Nauka. Był też jednym z założycieli Polskiego Ośrodka Społeczno-Kulturalnego (POSK) w Londynie. Członek Polskiego Towarzystwa Naukowego na Obczyźnie (od 1966).

## Odznaczenia
W 1972 otrzymał Złoty Krzyż Zasługi za prace społeczną i w 1973 – Złotą Odznakę STP.

## Członkostwo
Był członkiem licznych towarzystw naukowych i technicznych, m.in.:
- Society of Exploration Geophysicists (SEG – Tulsa, Oklahoma),
- European Association of Exploration Geophysicists (EAEG – Haga, Holandia),
- Petroleum Exploration Society of Great Britain (PESGB – Londyn),
- Polskie Towarzystwo Naukowe (Londyn),
- Institute of Polish Engineers in Great Britain.